# Orden des Kroatischen Flechtwerks
Der Orden des Kroatischen Flechtwerks (kroatisch Red hrvatskog pletera) ist eine staatliche Auszeichnung der Republik Kroatien.
Der Verdienstorden wurde am 10. März 1996 gestiftet und wird an Personen verliehen, die sich militärische oder zivile Verdienste um Kroatien erworben haben.
Der Orden ist nach dem mittelalterlichen Kroatischen Flechtwerk benannt, welches als nationale Kulturtradition angesehenen wird.

## Ordensdekoration
Das Ordenszeichen ist eine weiße Medaille mit aufgelegtem roten, dreifach goldgebordeten Kreuz. Es wird am rot-weiß geschachten Dreiecksband getragen (Brustorden).

## Träger (Auswahl)
- Jockel Fuchs (1919–2002), Oberbürgermeister von Mainz
- Bernd Posselt (* 1956), Politiker
- Rudolf Grulich (* 1944), Historiker
- Franz Schausberger (* 1950), Politiker
- Volker Schimpff (* 1954), Politiker
- Klaus-Peter Willsch (* 1961), Politiker
- Wolfgang Lohmann (* 1957), Inspekteur der Bereitschaftspolizeien der Länder (IBPdL) im BMI a. D.
- Christian Schmitz, (* 1959), (Auslandsmitarbeiter der Konrad-Adenauer-Stiftung e.V.)